# Ekran przeciwkumulacyjny
Ekran przeciwkumulacyjny – element pasywnej obrony pojazdu bojowego (najczęściej czołgu). 

## Opis
Osłona, zwykle metalowa, umieszczana w odległości 15–50 cm od pancerza pojazdu, chroniąca częściowo pancerz zasadniczy przed pociskami kumulacyjnymi, powodująca zainicjowanie efektu kumulacyjnego pocisku przed jego dojściem do pancerza czołgu. Rolę ekranu przeciwkumulacyjnego spełnia zwykle metalowa siatka, blachy stalowe lub specjalne konstrukcje przestrzenne, osłaniające wieżę czołgu, pancerz czołowy lub układ bieżny wraz z płytami bocznymi. Największy efekt przeciwkumulacyjny daje stalowa konstrukcja przestrzenna, powodująca jednocześnie inicjację pocisku przed jego zetknięciem się z pancerzem oraz rozproszenie i załamanie strumienia kumulacyjnego. Ekran przeciwkumulacyjny podwyższa sumaryczną odporność czołgu na przebicie pociskiem kumulacyjnym.

## Historia
Po raz pierwszy ekrany przeciwkumulacyjne zaczęto stosować w czasie II wojny światowej jako odpowiedź na pojawienie się na polu walki pocisków kumulacyjnych. Produkowane fabrycznie, były stosowane głównie przez wojska III Rzeszy (Schürzen). Czołgi alianckie nie miały fabrycznie montowanych ekranów przeciwkumulacyjnych, pomimo wysokich strat zadawanych przez niemiecką broń przeciwpancerną. Załogi starały się temu zaradzić poprzez montowanie improwizowanych ekranów przeciwkumulacyjnych.
W montowane fabrycznie ekrany przeciwkumulacyjne były i są wyposażone niemal wszystkie czołgi II i III generacji (np. izraelska Merkawa, rosyjski T-90, amerykański Abrams, niemiecki Leopard i in.). Najczęściej chronią one tył czołgu (wieża i kadłub) oraz układ jezdny i mają postać stelaży (tj. konstrukcji przestrzennej wykonanej z płaskowników i prętów stalowych) wypełnianych podczas walki workami z piaskiem lub innymi dostępnymi materiałami bądź swobodnie zawieszonych segmentów płyt stalowych (fartuch przeciwkumulacyjny) osłaniających zawieszenie. 
Oryginalne rozwiązanie posiada izraelska Merkawa – tył wieży chroni kombinowany ekran, składający się z kurtyny wiszących swobodnie łańcuchów z okrągłymi obciążnikami (chroniącej łączenie wieży z kadłubem) i stelaża przestrzennego. Jej tylną płytę kadłuba osłaniają dwa ekrany przestrzenne ("żaluzje" ze stalowych płaskowników).
Ekrany mogą zawierać wewnętrzne wypełnienie (najczęściej worki z piaskiem).